# جزایر چام
جزایر چام (به لاتین: Chàm Islands) یک منطقهٔ مسکونی در ویتنام است. جزایر چام ۱۵ کیلومتر مربع مساحت و ۳٬۰۰۰ نفر جمعیت دارد و ۱۸۲٫۸۸ متر بالاتر از سطح دریا واقع شده‌است.